# 巴巴齊
51°10′36″N 23°59′0″E / 51.17667°N 23.98333°E
巴巴齊（烏克蘭語：Бабаці），是烏克蘭的村落，位於該國西部沃倫州，由科韋利區負責管轄，始建於二十世紀，面積0.39平方公里，海拔高度180米，2001年該村落人口24。